# Restvolk
Der ethnologische Begriff Restvolk bezeichnet ein Volk, das einer älteren Bevölkerungsschicht angehört als andere Ethnien in seiner Umgebung. Oft stellt ein Restvolk eine ethnische Minderheit dar und gilt als indigenes Volk. Die Sprache eines Restvolks wird als Restsprache bezeichnet und zeichnet sich oft dadurch aus, dass sie zu anderen, dominierenden Sprachen der Umgebung keine (nähere) Verwandtschaft aufweist.
In der Imkerei bezeichnet Restvolk den nach einem Schwarmabgang oder der Entnahme der Königin übriggebliebenen Volksteil, in dem erst wieder eine Königin schlüpfen muss.

## Restvölker in der Ethnologie
(in Klammern jeweils die jüngere Bevölkerungsschicht, durch die die vorherige Bevölkerung zu einem großen Teil assimiliert und/oder abgedrängt wurde)
- Togo-Restvölker in Westafrika (Ewe, Akan, Yoruba, Ga)
- Kuliak-sprachige Völker in Uganda (nilotische und Bantu-Ethnien)
- „Negritos“-Völker in Südostasien (Tai-Kadai, Austroasiatien und Austronesier)